# كريستوفر أوينز
كريستوفر أوينز (بالإنجليزية: Christopher Owens)‏ هو مغن مؤلف أمريكي، ولد في 13 يوليو 1979 في ميامي في الولايات المتحدة.

## وصلات خارجية
- الموقع الرسمي
- كريستوفر أوينز على موقع ميوزك برينز (الإنجليزية)
- كريستوفر أوينز على موقع رولينغ ستون (الإنجليزية)
- كريستوفر أوينز على موقع أول ميوزيك (الإنجليزية)
- كريستوفر أوينز على موقع ديسكوغز (الإنجليزية)